# Carrapateiro
O carrapateiro (Milvago chimachima) é uma ave da ordem Falconiformes, da família dos falconídeos, que ocorre da América Central ao norte do Uruguai e da Argentina e em todo o Brasil, onde é um dos gaviões mais conhecidos. A espécie possui cerca de 40 cm de comprimento, dorso marrom-escuro, cabeça, pescoço e partes inferiores branco-amareladas, face nua e alaranjada, asas longas, com nítida mancha branca, e cauda longa. É associado à pecuária, alimentando-se de carrapatos e bernes, além de lagartas, cupins e outros itens alimentares. 
Recebe o nome de carrapateiro por ser observado comendo carrapatos em mamíferos. É muito comum, inclusive em áreas urbanas, sendo talvez a ave de rapina mais visível nas cidades brasileiras, com exceção do urubu, por conta de sua abundância (pode ser visto até nas torres de iluminação do Aterro do Flamengo, no Rio de Janeiro), do seu voo lento - que inclusive o torna alvo de ataques do bem-te-vi e outras aves - e das suas vocalizações frequentes.

## Nomes populares
A espécie também é conhecida pelos nomes de caracará-branco, caracaraí, gavião-caracaraí, caracaratinga, carapinhé, chimango, gavião-pinhé, papa-bicheira, pinhé, pinhém, chimango, chimango-branco, chimango-carrapateiro e chimango-do-campo.
O nome "carrapateiro" foi selecionado como nome vernáculo técnico para a espécie Milvago chimachima pelo Comitê Brasileiro de Registros Ornitológicos.

## Subespécies
São reconhecidas duas subespécies:

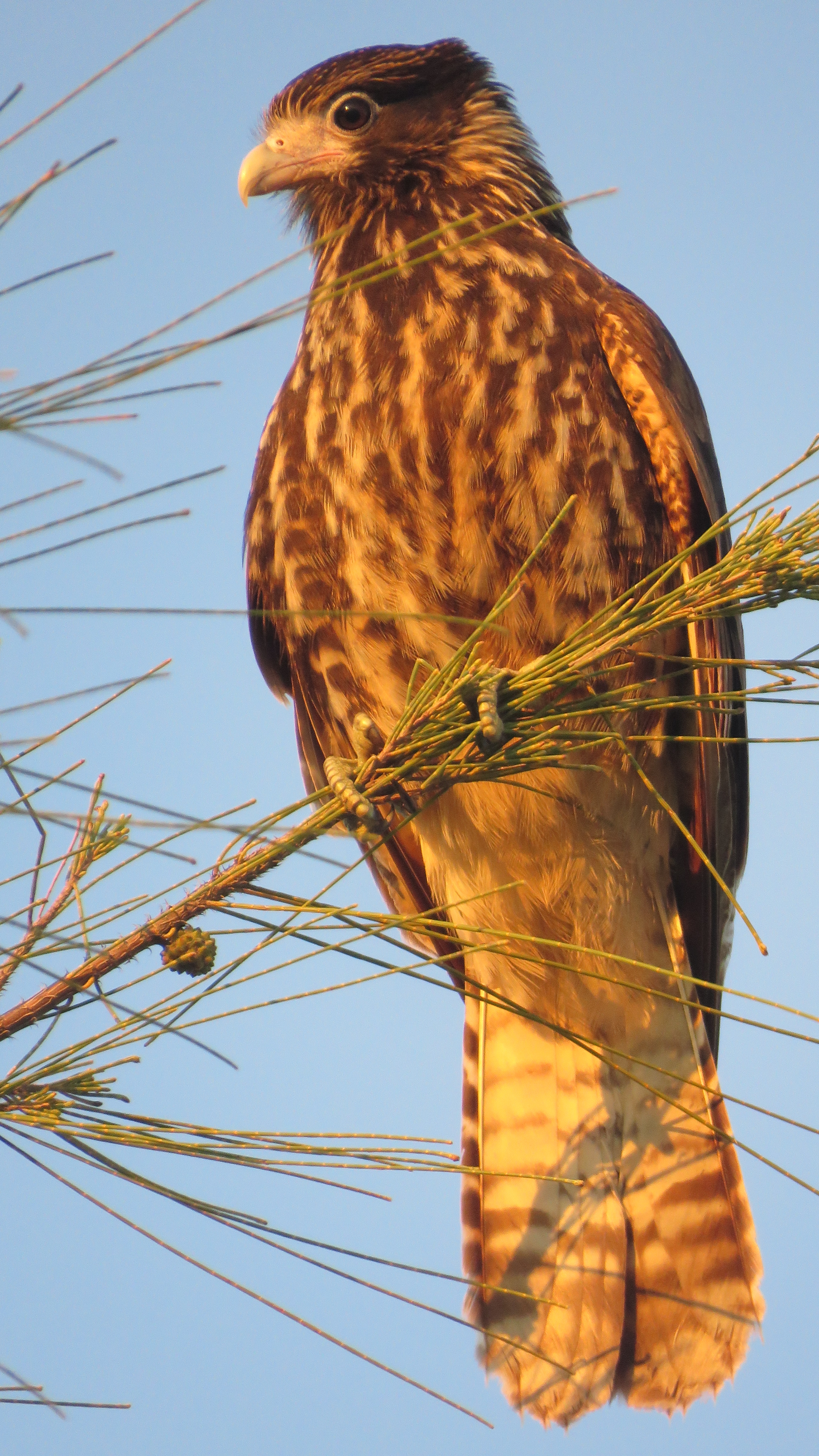
Juvenil em Florianópolis

- Milvago chimachima chimachima (Vieillot, 1816) - ocorre em grande parte do Brasil, ao sul do Rio Amazonas até o leste da Bolívia, Paraguai e norte da Argentina;
- Milvago chimachima cordata (Bangs & T. E. Penard, 1918) - ocorre na savana do sudoeste da Costa Rica até o Brasil ao norte do Rio Amazonas e na Ilha de Trinidad.